# Crossover thrash
Crossover thrash (adesea prescurtat crossover) este o gen de fuziune dintre thrash metal și hardcore punk, amestecând cele două genuri împreună sau având influențe din fiecare din ele.

## Listă de formații crossover thrash notabile
- Acid Reign
- Acid Drinkers
- The Accüsed
- Agnostic Front
- All Pigs Must Die
- A.N.S
- Anti Feminism
- Attitude Adjustment
- Austrian Death Machine
- Bad Acid Trip
- Beowulf
- Biohazard
- Blast!
- Blunt Force Trauma
- Body Count
- Bones Brigade
- The Brood
- Cancer Bats
- Carnivore
- Cerebral Fix
- Charged GBH
- Christ on Parade
- Clown Alley
- Concrete Sox
- The Cooters
- Corrosion of Conformity
- Cro-Mags
- Cross Examination
- The Crucified
- Crumbsuckers
- Cryptic Slaughter
- Degenerates
- Dayglo Abortions
- Dead Horse
- Dead Serious
- Desecration
- D.R.I.
- Discharge
- Dr. Know
- Dresden 45
- D.Y.S.
- Electro Hippies
- English Dogs
- Excel
- Eyesburn
- The Exploited
- Final Conflict
- Gang Green
- Gama Bomb
- Ghoul
- Green Jellÿ
- Gwar
- Hatebreed
- Hellbastard
- Hirax
- Hogan's Heroes
- The Icemen
- Lawnmower Deth
- Leeway
- Life of Agony (early)
- Lobotomia
- Lost Generation
- Ludichrist
- M.O.D.
- Madball
- Matanza
- The Mentors
- Mindsnare
- Mortal Sin
- Mucky Pup
- Municipal Waste
- MX Machine
- NadimaČ
- Neurosis
- No Mercy
- No Warning
- Nuclear Assault
- Oi Polloi
- Poison Idea
- Post Mortem
- Power Trip
- Probot
- Prong
- Ratos de Porão
- Rigor Mortis
- Ritam Nereda
- S.O.B.
- Sacrilege
- Send More Paramedics
- Septic Death
- Sepultura (Derrick Green era)
- Shell Shock
- Short Sharp Shock (SSS)
- Sick Mother Fakers
- Sick of It All
- Snake Nation
- Snot
- Soziedad Alkoholika
- SSD
- The Stupids
- S.O.D.
- Suicidal Tendencies
- Sworn Enemy
- This Is Hell (band)
- Toxic Holocaust
- Uncle Slam
- Unseen Terror
- Vegan Reich
- Verbal Abuse
- Vitamin X
- Void
- Wasted Youth
- Wehrmacht
- What Happens Next?
- X-Cops